# Steve Corica
Stephen Christopher „Steve“ Corica (* 24. März 1973 in Innisfail, Australien) ist ein ehemaliger australischer Fußballspieler.

## Vereinskarriere

### Beginn der Karriere
Beim damaligen Erstligisten Marconi-Fairfield absolvierte er 1990 seine ersten Profieinsätze. Er entwickelte sich zum Stammspieler und wurde 1993 als bester Nachwuchsspieler der Saison ausgezeichnet. Zwei Jahre später entschied sich Corica, seine Laufbahn in Europa fortzusetzen.

### Im Ausland
Schließlich unterzeichnete er einen Vertrag beim damaligen englischen Zweitligisten Leicester City. Nur ein Jahr später zog es ihn für 1,1 Mio. £ zu den Wolverhampton Wanderers, für die er bis 2000 über 100 Spiele absolvierte. Nach einem einjährigen Aufenthalt in der J-League wechselte er nochmals nach England zum FC Walsall, bevor er 2004 nach Australien zurückkehrte.

### In Australien
Nach 10 Jahren im Ausland unterzeichnete er einen Vertrag beim Sydney FC in der frisch gegründeten A-League. Gemeinsam mit Dwight Yorke führte er Sydney ins Finale um die Meisterschaft, in dem er das einzige Tor der Partie erzielte. Auch auf kontinentaler Ebene waren seine Tore von immenser Bedeutung für den Verein.

## Internationale Karriere
Corica durchlief alle Jugendnationalmannschaften und absolvierte auch A-Nationalmannschaftsspiele. Er nahm mit der australischen Olympiaauswahl 1992 und 1996 an den Olympischen Spielen teil. 1992 gelangte das Nationalteam dabei bis ins Halbfinale, verpasste am Ende eine Medaille aber knapp.
Am 16. April 1993 debütierte er beim Spiel gegen Singapur im Team der Socceroos. Er absolvierte über 30 Spiele und nahm an 2 Confederations-Cups teil.
Im August 2006 bestritt er gegen Kuwait nach über fünf Jahren Abstinenz wieder ein Länderspiel.

## Erfolge
Mit Australien:
- OFC Nations Cup: 2000

Mit Sydney FC:
- A-League-Meisterschaft: 2005/06, 2009/10
- Oceania Club Championship: 2004/05

Mit Marconi-Fairfield:
- NSL-Meisterschaft: 1992/93

Persönliche Erfolge:
- Sydney FC Member’s Player of the Year: 2006/07, 2007/08
- NSL Papasavas Medal (U-21 Spieler des Jahres): 1993
- Nominierung in das PFA Team of the Year: 2009/10 (Ersatzbank)